# ’Allelujah! Don’t Bend! Ascend!
’Allelujah! Don’t Bend! Ascend! – czwarty studyjny album kanadyjskiej grupy post-rockowej Godspeed You! Black Emperor, wydany w 2012.

## Lista utworów
CD
1. „Mladic” – 20:00
2. „Their Helicopters' Sing” – 6:30
3. „We Drift Like Worried Fire” – 20:07
4. „Strung Like Lights at Thee Printemps Erable” – 6:32

12” (A)
1. „Mladic” – 19:53
2. „We Drift Like Worried Fire” – 19:57

7" (B)
1. „Their Helicopters' Sing” – 6:24
2. „Strung Like Lights at Thee Printemps Erable” – 6:25

## Twórcy
Godspeed You! Black Emperor
- Thierry Amar – gitara basowa, kontrabas, wiolonczela, nagranie i zmiksowanie „Their Helicopters' Sing” i „Strung Like Lights at Thee Printemps Erable”
- David Bryant – gitara elektryczna, cymbały, Yamaha Portasound, kemençe, nagranie i zmiksowanie „Their Helicopters' Sing” i „Strung Like Lights at Thee Printemps Erable”, fotografie
- Bruce Cawdron – perkusja, wibrafon, marimba, dzwonki
- Aidan Girt – perkusja
- Karl Lemieux – 16mm artwork, fotografie
- Efrim Menuck – gitara elektryczna, lira korbowa, nagranie i zmiksowanie „Their Helicopters' Sing” i „Strung Like Lights at Thee Printemps Erable”, fotografie
- Mike Moya – gitara elektryczna, nagranie i zmiksowanie „Their Helicopters' Sing” i „Strung Like Lights at Thee Printemps Erable”
- Mauro Pezzente – gitara basowa
- Sophie Trudeau – skrzypce, Casio SK-5

Pozostali
- Howard Bilerman – nagranie „Mladic” i „We Drift Like Worried Fire”
- Charles-André Coderre – okładka
- Yannick Grandmont – fotografie
- Timothy Herzog – fotografia „Atonal Canada”
- Harris Newman – mastering